# Larciano
Larciano är kommun i provinsen Pistoia i regionen Toscana i Italien. Kommunen hade 6 321 invånare (2018).